# Julius Korir (1960)
Julius Korir Kiplagat (Nandi (district), 21 april 1960) is een voormalige Keniaanse atleet en olympisch kampioen 3000 m steeple.

## Loopbaan
Onverwachts won Korir in 1982 een gouden medaille op het onderdeel 3000 m steeple tijdens de Gemenebestspelen. Hij verbeterde zijn tijden in het seizoen van 1983, maar werd slechts zevende op de wereldkampioenschappen. Toen hij op de Olympische Spelen van Los Angeles in 1984 de halve finale won, behoorde hij tot de favorieten voor de eindoverwinning. Tijdens de finale liep hij altijd in de kop van de wedstrijd en met nog een halve ronde te gaan zette hij een eindsprint in, waarop zijn concurrenten geen antwoord hadden.
Wegens een blessure moest Korir het seizoen 1985 verstek laten gaan. Ondanks dat hij daarna nog een paar seizoenen door ging, kwam hij nooit meer terug op zijn oude niveau en werd daarom ook niet meer uitgenodigd door de Keniaanse bond voor internationale wedstrijden.

## Titels
- Olympisch kampioen 3000 m steeple - 1984
- Gemenebestkampioen 3000 m steeple - 1982
- Keniaans kampioen 3000 m steeple - 1982
- NCAA-kampioen 5000 m - 1984

## Persoonlijke records
| Onderdeel      | Prestatie | Datum            | Plaats      |
| -------------- | --------- | ---------------- | ----------- |
| 3000 m         | 7.50,54   | 1 juni 1994      | Bratislava  |
| 10.000 m       | 28.17,63  | 6 juli 1994      | Lausanne    |
| 3000 m steeple | 8.11,80   | 10 augustus 1984 | Los Angeles |

## Palmares

### 3000 m
- 1994:  Pliezhausen Meeting - 7.51,74

### 3000 m steeple
- 1982:  Keniaanse kamp. - 8.30,0
- 1982:  Gemenebestspelen - 8.23,94
- 1983: 7e WK - 8.20,11
- 1984:  OS - 8.11,80

### 5000 m
- 1983: 5e NCAA-kamp. in Houston - 14.01,86
- 1984:  NCAA-kamp. in Eugene - 13.47,77
- 1986: 7e NCAA-kamp. in Indianapolis - 14.01,10
- 1991:  Kerkrade International Meeting - 13.37,43
- 1991:  Keniaanse kamp. in Nairobi - 13.59,7
- 1991:  Memorial Van Damme - 13.22,07
- 1991:  IAAF/Mobil Grand Prix Final in Barcelona - 13.22,14
- 1992: 4e Reebok Classic in Kerkrade - 13.30,30

### 10.000 m
- 1991:  ISTAF Meeting in Berlijn - 27.34,96
- 1992: 4e Olympischer Tage in Jena - 28.10,03

### 10 km
- 1989: 5e Birmingham VAX - 28.47
- 1991:  Naturgaslob in Kopenhagen - 28.33
- 1993:  Essen City Race - 28.15
- 1994:  Schwäbisch Haller Dreikönigslauf - 30.12

### 10 Eng. mijl
- 1990:  Antwerp 10 Miles - 47.49
- 1990: 7e Dam tot Damloop - 48.06
- 1991: 10e Dam tot Damloop - 48.07
- 1994:  Nacht von Borgholzhausen - 48.00

### halve marathon
- 1990:  Route du Vin - 1:01.18
- 1991:  Route du Vin - 1:00.31
- 1994:  Route du Vin - 1:01.28
- 1995:  halve marathon van Oslo - 1:05.38
- 1996:  halve marathon van Oslo - 1:04.06
- 1996: 4e Route du Vin - 1:01.26

### 25 km
- 1997: 5e 25 km van Berlijn - 1:16.50

### marathon
- 1996:  marathon van Stockholm - 2:15.51
- 1997: 8e marathon van Enschede - 2:17.20

### veldlopen
- 1990:  WK in Aix-les-Bains - 34.22
- 1996: 5e Lidingöloppet - 1:37.02

1920: Percy Hodge ·
1924: Ville Ritola ·
1928: Toivo Loukola ·
1932: Volmari Iso-Hollo ·
1936: Volmari Iso-Hollo ·
1948: Tore Sjöstrand ·
1952: Horace Ashenfelter ·
1956: Chris Brasher ·
1960: Zdzisław Krzyszkowiak ·
1964: Gaston Roelants ·
1968: Amos Biwott ·
1972: Kipchoge Keino ·
1976: Anders Gärderud ·
1980: Bronisław Malinowski ·
1984: Julius Korir ·
1988: Julius Kariuki ·
1992: Matthew Birir ·
1996: Joseph Keter ·
2000: Reuben Kosgei ·
2004: Ezekiel Kemboi ·
2008: Brimin Kipruto ·
2012: Ezekiel Kemboi ·
2016: Conseslus Kipruto ·
2020: Soufiane El Bakkali ·
2024: Soufiane El Bakkali